# Gran Premi de Fourmies
El Gran Premi de Fourmies (en francès: Grand Prix de Fourmies) és una competició ciclista francesa que es disputa anualment des del 1928 pels voltants de la vila de Fourmies. Entre el 2005 i el 2019 va formar part de l'UCI Europe Tour amb una categoria 1.HC. Des del 2020 forma part de l'UCI ProSeries Tour amb una categoria 1.Pro.
La cursa es disputa des de 1928, sent el primer vencedor Albert Barthélémy. Ell mateix, junt amb Jean-Luc Vandenbroucke són els ciclistes que més vegades l'han guanyat, amb tres edicions.
La prova sol disputar-se en una sola etapa, tot i que hi ha hagut algunes excepcions: el 1936 constà de dos sectors i el 1960, 1961, 1962, 1972 i 1973 la prova constà de 2 etapes. Entre 1992 i el 2000 formà part de la Copa de França de ciclisme.
El 2019 es disputa la primera edició de la cursa femenina.

## Palmarès
| Any               | Vencedor                | Segon                       | Tercer                    |
| ----------------- | ----------------------- | --------------------------- | ------------------------- |
| 1928              | Albert Barthélémy       | Achille Bauwens             | Maurice Denamur           |
| 1929              | Albert Barthélémy       | Joseph Vanderhaegen         | Rémi Decroix              |
| 1930              | Albert Barthélémy       | Rémy Verschaetse            | Marcel Muffat             |
| 1931              | André Vanderdonckt      | Joseph Vanderhaegen         | Albert Barthélémy         |
| 1932              | Georges Christiaens     | Albert Barthélémy           | Gustave Beckaert          |
| 1933              | François Mintkiewicz    | Fernand Lemay               | Kamiel Vermassen          |
| 1934              | Maurice Leleux          | Marcel Duquenne             | Émile Joly                |
| 1935              | Eloi Meulenberg         | Raymond Debruyckere         | Robert Wierinckx          |
| 1936              | Léon Lebon              | Emile Bribosia              | Odilon Mewis              |
| 1937              | Gabriel Dubois          | Albert Perikel              | Paul Botquint             |
| 1938              | Gabriel Dubois          | André Denhez                | Georges Hubatz            |
| 1939              | Emile Laplanche         | Wadislas Albrechlinsky      | Bruno Gaspérini           |
| 1941              | Maurice De Muer         | Marcel Delfosse             | Raymond Debruyckere       |
| 1943              | Camille Blanckaert      | Jules Carion                | Louis Déprez              |
| 1946              | René Lafosse            | Eloi Vantighem              | Georges Blum              |
| 1947              | Fernand Patté           | Camille Blanckaert          | Fernand Delvallée         |
| 1948              | Georges Hubatz          | Yvon Hayez                  | Edouard Klabinski         |
| 1949              | Eugène Dupuis           | Francis Delepière           | Yvon Hayez                |
| 1950              | Edouard Klabinski       | Lucien Maelfait             | Roger Sannier             |
| 1951              | Francis Delepière       | Cyriel Maes                 | Julien Conan              |
| 1952              | Michel Vuylsteke        | César Marcelak              | Louis Déprez              |
| 1953              | Gilbert Pertry          | Gilbert Scodeller           | Pierre Pardoën            |
| 1954              | Serge Mménéghétti       | Stanislas Gnoinski          | Hubert Colas              |
| 1955              | Pierre Pardoën          | Elio Gerussi                | Paul Taedelman            |
| 1956              | Elio Gerussi            | Pierre Pardoën              | Jean-Claude Annaert       |
| 1957              | Jean Stablinski         | Narcisio Carrara            | Georges Dufranne          |
| 1958              | Pierre Machiels         | Jean Pasinetti              | Jean Dacquay              |
| 1959              | André Noyelle           | Camille Le Menn             | Albert Bouvet             |
| 1960              | Michel Vermeulin        | Maurice Munter              | Raymond Poulidor          |
| 1961              | Joseph Wasko            | Édouard Delberghe           | Camille Le Menn           |
| 1962              | Guy Ignolin             | Gérard Thiélin              | Alfons Hellemans          |
| 1963              | Benoni Beheyt           | Norbert Coreelman           | Jean-Pierre Van Haverbeke |
| 1964              | Frans Melckenbeeck      | Lode Troonbeeckx            | Jo de Roo                 |
| 1965              | Georges Van Coningsloo  | Willy Bocklant              | Roger Swerts              |
| 1966 No disputada |                         |                             |                           |
| 1967              | Willy Van Neste         | Jos Huysmans                | Willy Monty               |
| 1968              | Gerben Karstens         | Willy Bocklant              | Roger Rosiers             |
| 1969              | Ronald De Witte         | Jan Krekels                 | Harry Steevens            |
| 1970              | Noël Vantyghem          | Leif Mortensen              | Frans Verbeeck            |
| 1971              | Barry Hoban             | Herman Beysens              | Gilbert Bellone           |
| 1972              | René Pijnen             | Leif Mortensen              | Noël Vantyghem            |
| 1973              | Eddy Merckx             | Joop Zoetemelk              | Joseph Bruyère            |
| 1974              | Willy Teirlinck         | Christian De Buysschere     | Georges Talbourdet        |
| 1975              | Dietrich Thurau         | Ludo Peeters                | Walter Planckaert         |
| 1976              | Jean-Luc Vandenbroucke  | Dietrich Thurau             | Patrick Béon              |
| 1977              | Jean-Luc Vandenbroucke  | Raphaël Constant            | André Chalmel             |
| 1978              | Yves Hézard             | Daniel Gisiger              | Jean Chassang             |
| 1979              | Jean-Luc Vandenbroucke  | Etienne Van der Helst       | Jean-René Bernaudeau      |
| 1980              | Jacques Bossis          | Gery Verlinden              | Etienne Van der Helst     |
| 1981              | Jozef Lieckens          | Régis Clère                 | Francis Castaing          |
| 1982              | Rudy Matthijs           | Paul Haghedooren            | Jan Wijnants              |
| 1983              | Gilbert Duclos-Lassalle | Kim Andersen                | Ferdinand Van Den Haute   |
| 1984              | Ferdinand Van Den Haute | Pierre Bazzo                | Laurent Fignon            |
| 1985              | Jean Habets             | Leo van Vliet               | Gilbert Duclos-Lassalle   |
| 1986              | Jozef Lieckens          | Gert-Jan Theunisse          | Jean-Marie Wampers        |
| 1987              | Adri van der Poel       | Jozef Lieckens              | Eric Van Lancker          |
| 1988              | Edwin Bafcop            | Sean Kelly                  | Dirk Demol                |
| 1989              | Martial Gayant          | Jean-François Brasseur      | Hendrik Redant            |
| 1990              | Frans Maassen           | Søren Lilholt               | Mauro Gianetti            |
| 1991              | Vincent Lacressonnière  | Jean-Claude Colotti         | Nico Verhoeven            |
| 1992              | Olaf Ludwig             | Stéphane Hennebert          | Mauro Gianetti            |
| 1993              | Maximilian Sciandri     | Dmitri Jdànov               | Laurent Madouas           |
| 1994              | Andrea Tafi             | Gianluca Bortolami          | Gianluca Gorini           |
| 1995              | Maximilian Sciandri     | Frank Vandenbroucke         | Rolf Sørensen             |
| 1996              | Michele Bartoli         | Frank Vandenbroucke         | Claudio Chiappucci        |
| 1997              | Andrea Tafi             | Gianluca Bortolami          | Michele Bartoli           |
| 1998              | Luca Mazzanti           | Anthony Langella            | Oscar Pelliccioli         |
| 1999              | Dmitri Konyschew        | Maximilian Sciandri         | Dave Bruylandts           |
| 2000              | Andrej Hauptman         | Andrea Ferrigato            | Bo Hamburger              |
| 2001              | Scott Sunderland        | Fred Rodriguez              | Jens Voigt                |
| 2002              | Gianluca Bortolami      | Laurent Jalabert            | Cédric Vasseur            |
| 2003              | Baden Cooke             | Daniele Nardello            | Fabian Wegmann            |
| 2004              | Andrei Kàixetxkin       | Dmitri Fofónov              | Thor Hushovd              |
| 2005              | Robbie McEwen           | Stefan van Dijk             | Jean-Patrick Nazon        |
| 2006              | Philippe Gilbert        | Adrián Palomares Villaplana | Michael Albasini          |
| 2007              | Peter Velits            | Daniele Nardello            | Baden Cooke               |
| 2008              | Giovanni Visconti       | Stéphane Goubert            | Fabio Sacchi              |
| 2009              | Romain Feillu           | Manuel Belletti             | Iauhèn Hutaròvitx         |
| 2010              | Romain Feillu           | Davide Appollonio           | Kenny Dehaes              |
| 2011              | Guillaume Blot          | Alexander Kristoff          | Stefan van Dijk           |
| 2012              | Lars Ytting Bak         | Alexander Kristoff          | Marcel Kittel             |
| 2013              | Nacer Bouhanni          | André Greipel               | Bryan Coquard             |
| 2014              | Jonas Van Genechten     | Tom Van Asbroeck            | Elia Viviani              |
| 2015              | Fabio Felline           | Tom Boonen                  | Nacer Bouhanni            |
| 2016              | Marcel Kittel           | Nacer Bouhanni              | Bryan Coquard             |
| 2017              | Nacer Bouhanni          | Marc Sarreau                | Rüdiger Selig             |
| 2018              | Pascal Ackermann        | Arnaud Démare               | Álvaro Hodeg Chagui       |
| 2019              | Pascal Ackermann        | Jasper Philipsen            | Boy van Poppel            |
| 2020 No disputada |                         |                             |                           |
| 2021              | Elia Viviani            | Pascal Ackermann            | Fernando Gaviria Rendón   |
| 2022              | Caleb Ewan              | Dylan Groenewegen           | Amaury Capiot             |
| 2023              | Tim Merlier             | Gerben Thijssen             | Matteo Moschetti          |
| 2024              | Arvid de Kleijn         | Gerben Thijssen             | Søren Wærenskjold         |
| 2025              |                         |                             |                           |